# Chascotheca neopeltandra
Chascotheca neopeltandra är en emblikaväxtart som först beskrevs av August Heinrich Rudolf Grisebach, och fick sitt nu gällande namn av Ignatz Urban. Chascotheca neopeltandra ingår i släktet Chascotheca och familjen emblikaväxter. Inga underarter finns listade i Catalogue of Life.